# John Hothby
John Hothby (* um 1430 in England; † Oktober oder November 1487 ebenda) war ein englischer Musiktheoretiker und Komponist der frühen Renaissance, der viele Länder Europas bereist hatte und für sein Werk internationale Anerkennung bekam.

## Leben und Wirken
Über die frühen Jahre von John Hothby ist aus den vorhandenen Quellen fast nichts überliefert. Er war Mönch des Karmeliterordens und ist vielleicht identisch mit dem Oxforder Klosterangehörigen John Otteby, der am 18. Dezember 1451 die Subdiakonatsweihe erhielt. Mehrere Hinweise in seinen Schriften lassen darauf schließen, dass er Deutschland, Frankreich, Spanien und Italien bereist hat; in Pavia war er nach eigener Aussage Mitstudierender bzw. Schulkamerad („condiscipulus“) von Johannes Gallicus. Als gesichert gilt ein Aufenthalt in Florenz vor dem Jahr 1467.
Im Februar 1467 erhielt er einen Ruf an die Kathedrale San Martino in Lucca als „Maestro di canto e Cantore“; gleichzeitig war es seine Aufgabe, an der dortigen Domschule die Fächer Musik, Grammatik und Arithmetik zu unterrichten. Er erwarb sich für seine Tätigkeit hohe Anerkennung, die sich bereits ab 1469 in mehreren Erhöhungen seiner Einkünfte ausdrückte sowie durch den Erwerb von Benefizien.
Der englische König Heinrich VII. (Regierungszeit 1485–1509) berief ihn im März 1486 in seine Heimat zurück. Die „Signorina von Lucca“ gab Hothby einen Geleitbrief mit, in dem die besondere Hochschätzung seiner Person zum Ausdruck kommt und darüber hinaus die Zusage enthalten war, dass ihm seine bisherige Stelle für 18 Monate offengehalten wird.
Über die Umstände von Hothbys Rückkehr nach England ist nichts überliefert; es ist nur dokumentiert, dass sein Tod im November 1487 nach Lucca gemeldet worden ist.

## Bedeutung
Die Überlieferung der Schriften von John Hothby, teils lateinisch, teils italienisch, ist auffällig uneinheitlich. Dies deutet auf eine ausgedehnte Lehrtätigkeit hin, die fast alle Bereiche der Musiktheorie umfasste. Es gibt von ihm keine großen Abhandlungen, sondern viele verstreute Aufzeichnungen; bei diesen ist schwer zu unterscheiden, ob es sich um authentische Texte, schriftliche Auszüge oder um Schüler-Nachschriften handelt. Die musiktheoretische Lehre John Hothbys folgt insgesamt der fachlichen Tradition seiner Epoche und ist damit prinzipiell konservativ; sie setzt sich damit in Gegensatz zu seinem zeitgenössischen spanischen Kontrahenten Bartolomé Ramos de Pareja. Sie ist aber in ihrer Methodik und in den begrifflichen Details so selbständig, dass sie ungeachtet ihrer schwer fassbaren Überlieferung zu den wichtigsten musiktheoretischen Zeugnissen seiner Zeit gehört.

## Werke
- Musikalische Werke (Vokalmusik)
  - „Amor“ zu drei Stimmen
  - „Ave sublime triumphale“ zu drei Stimmen
  - „Diva panthera“ zu drei Stimmen
  - Kyrie - Christe - Kyrie zu drei Stimmen
  - Magnificat (in Tempus imperfectum) zu drei Stimmen
  - Magnificat (in Tempus perfectum) zu drei Stimmen
  - „Ora pro nobis“ zu drei Stimmen
  - „Quae est ista“ zu vier Stimmen
  - „Tard il mio cor“ zu drei Stimmen
- Musiktheoretische Schriften
  - Schriften gegen Ramos de Pareja
    - Excitatio quaedam musice artis per refutationem
    - Dialogus Johannis Octobi Anglici in arte musica
    - Epistola [...]. „Io sono obligato a la Vostra paternita“

  - Schriften zur Contrapunctuslehre
    - Regule contrapuncti Iohannis Octobi [...]. „Nota quod contrapunctus“
    - Regole Dil Contrapuncto. „Prima deve sapere le consonantie“
    - Spetie tenore del contrapunto prima [...]. „Ogni contrapunto de' cominciare“
    - Regule Hothbi supra contrapunctum. „Quamvis species sive consonantie“
    - Regule contrapuncti secundum predictum magistrum

  - Schriften zur Mensuralmusik
    - Regule cantus mensurati eiusdem Ottobi. „Octo sunt partes prolationis“
    - De cantu figurato secundum [...] Johannem Hothbi [...]. „Octo sunt figure“
    - Regule Magistri Johannis Hoctobi anglici cantus figurati. „Figure cantus figurati sunt octo“
    - [Regule cantus mensurati secundum Johannem Otteby]. „Figure enim cantus choralis sunt 8“
    - [Del canto afigurato.] „Notta che nel canto afigurato sono octo figure“

  - Schriften zur Proportionenlehre
    - Regule fratris Jo. Hothbi super proportiones [...]. „Omnis numerus tot habet partes“
    - Incominciano certi preambuli [...] da [...] Giovanni Hocthobi [...] necessarii alle proportioni. „Ogni numero ha tante parti“
    - De proportionibus. „Proportio est habitudo vel respectus duorum“
    - „Quid est proportio?“

  - Schriften zur Elementar- und Chorallehre
    - La Calliopea legale reducta in brevita per maestro Giovanni Ottobi Anglico carmelita
    - ‚Tractatus-Komplex‘: Tractatus quarundam regularum artis musice; Ars plane musice Iohannis Octobi; De musica intervallosa; Regule [...] Johannis octobj [...] „Constitutiones cantilenarum sunt due“
    - „Iste est modus et ordo faciendi monocordum antiquum“
    - „Questo e il modo da fare il monocordo“
    - „Voces differentes quid forma septem sunt“